# Kresley Cole
Kresley Cole (* 20. Jahrhundert) ist eine US-amerikanische Schriftstellerin, die sich auf historische und fantastische Liebesromane spezialisiert hat.

## Leben
Vor Erstellung ihres ersten Romans arbeitete Kresley als Trainerin und Athletin. Während ihres Master-Abschlusses in Englischer Literatur am College verfasste sie Zeitungsartikel und Buchbesprechungen. Kresley Cole veröffentlichte 2002 ihren ersten Roman. Seither gilt sie als eine der erfolgreichsten Autorinnen historischer und fantastischer Liebesromane. Ihre Bücher wurden in zahlreiche Sprachen übersetzt. Heute lebt sie mit ihrem Mann in Florida.

## Werke
Sutherland Brüder
- Die Geliebte des Captains, Hamburg: Cora-Verl., 2006 - Captain of all Pleasures
- Die Braut des Meeres, Hamburg: Cora-Verl., 2007 - Price of Pleasure

MacCarrick Brüder
- Feuer der Versuchung, München: Heyne, 2008 - If You Dare
- Flammen der Versuchung, München: Heyne, 2008 - If You Desire
- Kampf der Herzen, München: Heyne, 2009 - If You Deceive

Immortals After Dark
1. Nacht des Begehrens, Köln: LYX Egmont, 2008 - Hunger Like No Other, Pocket Star, 2006
2. Kuss der Finsternis, Köln: LYX Egmont, 2009 - No Rest for the Wicked, Pocket Star, 2006
3. Versuchung des Blutes, Köln: LYX Egmont, 2009 - Wicked Deeds in a Winter Night, Pocket Star, 2007
4. Tanz des Verlangens, Köln: LYX Egmont, 2010 - Dark Needs at Night's Edge, Pocket Star, 2008
5. Verführung der Schatten, Köln: LYX Egmont, 2010 - Dark Desires after Dusk, Pocket Star, 2008
6. Zauber der Leidenschaft, Köln: LYX Egmont, 2011 - Kiss of a Demon King, Pocket Star, 2009
7. Eiskalte Berührung, Köln: LYX Egmont, Oktober 2011 - Enthalten sind: The Warlord wants forever aus der Anthologie Playing easy to get, Gallery, 2006  und Untouchable aus der Anthologie Deep Kiss of Winter, Pocket Star, 2009
8. Flammen der Begierde, Köln: LYX Egmont, April 2012 - Pleasure of a Dark Prince, Pocket Star 2010
9. Sehnsucht der Dunkelheit, Köln: LYX Egmont, Oktober 2012 - Demon for the Dark, Pocket Star 2010
10. Versprechen der Ewigkeit, Köln: LYX Egmont, Mai 2013 - Dreams of a Dark Warrior, Pocket Star 2011
11. Lothaire, Köln: LYX Egmont, Oktober 2013 - Lothaire, Gallery/Simon & Schuster Ltd, Januar 2012
12. Verlockung des Mondes, Köln: LYX Egmont, Juli 2014 - MacRieve, Gallery/Simon & Schuster Ltd, Mai 2013
13. Dunkles Schicksal, Köln: LYX Egmont, März 2015 - Dark Skye, Gallery/Simon & Schuster Ltd, August 2014
14. Endlose Nacht, Köln: LYX Egmont, Mai 2016 - Sweet Ruin, Gallery/Simon & Schuster Ltd, Dezember 2015
15. Abgrund der Sehnsucht, Köln: LYX Egmont, Juli 2017 Wicked Abyss, Gallery/Simon & Schuster Ltd, April 2017

The Dacians
- Braut der Schatten, Köln: LYX Egmont, März 2014 - Shadow's Claim, Gallery/Simon & Schuster Ltd, November 2014

The Arcana Chronicles
- Poison Princess, München: cbt, 12. Mai 2014 - Poison Princess, Simon & Schuster Books for Young Readers, Oktober 2012
- Poison Princess - Der Herr der Ewigkeit, München: cbt, 9. Februar 2015 - Endless Knight, Simon & Schuster Books for Young Readers, Oktober 2013
- Poison Princess - In den Fängen der Nacht, München: cbt, 8. September 2015 - Dead of Winter, Simon & Schuster Books for Young Readers, Januar 2015

The Game Maker
- Gamemaker - Spiel des Verlangens, LYX Egmont, Juli 2015 - The Professional, Gallery Books, November 2014
- Gamemaker - Meister des Spiels, LYX Egmont, November 2015 - The Master, Gallery Books, Januar 2015
- Gamemaker - Ein letztes Spiel, LYX Egmont, Mai 2017 - The Player, Gallery Books, April 2016

## Auszeichnungen
- 2008 nominiert für den Romantic Times Magazine Reviewers' Choice Award
- 2007 RITA Award für die beste paranormale Romanze.
- 2006 Gewinnerin des Romantic Times Magazine Reviewers' Choice Award
- 2005 Barclay Gold Winner
- 2004 Gewinnerin des Scribesworld Reviewers' Choice Award
- 2004 nominiert für den Romantic Times Magazine Reviewers' Choice Award
- 2003 nominiert für den Reviewers' International Award of Excellence
- 2003 Gewinnerin des Romantic Times Magazine Reviewers' Choice Award